# Intellektuelle Anschauung
Intellektuelle Anschauung (auch intellektuale Anschauung) bezeichnet die Fähigkeit zur unmittelbaren Erkenntnis der Prinzipien menschlichen Wissens und der Wirklichkeit. Der Begriff wurde vor allem im Deutschen Idealismus, bei Johann Gottlieb Fichte und Friedrich Wilhelm Joseph Schelling, zu einer zentralen Kategorie.
Während für Immanuel Kant die sinnliche Anschauung durch einen äußeren und unabhängig vom Menschen existierenden Gegenstand hervorgerufen wird und nur die Mathematik über eine "nicht empirische Anschauung" zur Konstruktion von Begriffen verfügt, wird der Begriff bei Fichte und Schelling zu einem wesentlichen Ausgangspunkt ihrer Philosophie. „Intellektuelle Anschauung“ bedeutet bei ihnen zunächst einmal nichts weiter als den Akt, in dem das Ich auf sich selbst reflektiert. Dabei wird im Akt der Anschauung eines Gegenstandes das Ich nicht nur auf sich aufmerksam, sondern erzeugt sich selbst. Dies wird für Fichte und Schelling zum Ausgangspunkt ihrer transzendental-idealistischen Systeme.

## Begriffsgeschichte
Als Vorstufen des Begriffs der intellektuellen Anschauung gilt die visio intellectualis bei Nikolaus von Kues, mit dem er das Wissen Gottes (scientia Dei) beschreibt, wonach jeder Mensch zu seinem höchsten Glück strebt (Nikolaus von Kues, De Possest 38).
In dieser Tradition steht noch der frühe Kant, der von einer göttlichen Anschauung (divinus autem intuitus) spricht, die von den Gegenständen unabhängig ist. Später verwirft Kant im ersten Hauptteil der Kritik der reinen Vernunft zunächst die Möglichkeit einer intellektuellen Anschauung, da sie schlechterdings nicht-sinnlich sei und daher „außer unserem Erkenntnisvermögen“ liege (KrV B 307). Im zweiten Teil der KdrV, der "Transzendentalen Methodenlehre", räumt er jedoch der Mathematik als einziger Wissenschaft die Fähigkeit ein, Begriffe mittels einer "nicht empirischen Anschauung" zu konstruieren (B 741), womit die Mathematik in die Lage versetzt wird, sich "glücklich und gründlich erweitern zu können". Dies war der entscheidende Anknüpfungspunkt für Schellings konstruktivistisches Verständnis der "intellektuellen Anschauung" in seiner mittleren Schaffensphase.
Mit J. G. Fichte und F. W. J. Schelling wird die intellektuelle Anschauung zu einer zentralen Kategorie ihrer philosophischen Systeme. So ist für Fichte die intellektuelle Anschauung „das unmittelbare Bewußtseyn, dass ich handle, und was ich handle“ und so „der einzige feste Standpunkt für die Philosophie“. Sie lässt sich nicht begrifflich ausdrücken, sondern nur erfahren. Für Schelling ist die intellektuelle Anschauung das „Organ alles transcendentalen Denkens“. Für Friedrich Heinrich Jacobi ist die intellektuelle Anschauung „ein Ausdruck, der nicht gerade zu widersinnig und verwerflich ist“ und bezeichnet „die Art des Bewusstseins [...], in welcher sich uns das an sich Wahre, Gute und Schöne vergegenwärtigt und als ein Überschwängliches, in keiner Erscheinung darstellbares Erstes und Oberstes, offenbart“.
Der Begriff der intellektuellen Anschauung wird vom romantischen Denken übernommen und dem diskursiven Denken der Schulphilosophie und der Philosophie Kants entgegensetzt. So versteht z. B. Novalis die intellektuelle Anschauung als „Urhandlung“ des Ichs, in der der Gegensatz von Gefühl und Reflexion vermittelt wird. Für Friedrich Hölderlin ist die intellektuelle Anschauung die Fähigkeit des Dichters, die Einigkeit gegenüber der Trennung der Teile und ihrem Auseinanderfallen zu empfinden.
Hegels Kritik an der intellektuellen Anschauung steht im Kontext seiner generellen Kritik an Schelling. Sie hat zwar als die „Erhebung auf den Standpunkt des reinen Wissens“ das richtige Moment der Zurückweisung aller äußeren Bestimmungen, bleibt aber insofern ein „subjektives Postulat“, als sie nicht in der objektiven Bewegung des Begriffs steht.